# Renato Perona
Renato Perona (Terni, 14 november 1927 - Terni, 25 juli 1984) was een Italiaans baanwielrenner.
Perona won tijdens de Olympische Zomerspelen 1948  samen met Ferdinando Terruzzi de gouden medaille op de tandem.

## Resultaten
| Jaar | WK | Olympische Zomerspelen |
| ---- | -- | ---------------------- |
| 1948 |    | tandem                 |

1908: André Auffray & Maurice Schilles ·
1920: Thomas Lance & Harry Ryan ·
1924: Jean Cugnot & Lucien Choury ·
1928: Daan van Dijk & Bernard Leene ·
1932: Louis Chaillot & Maurice Perrin ·
1936: Carl Lorenz & Ernst Ihbe ·
1948: Renato Perona & Ferdinando Terruzzi ·
1952: Russell Mockridge & Lionel Cox ·
1956: Anthony Marchant & Ian Browne ·
1960: Giuseppe Beghetto & Sergio Bianchetto ·
1964: Sergio Bianchetto & Angelo Damiano ·
1968: Pierre Trentin & Daniel Morelon ·
1972: Igor Zjelovalnikov & Vladimir Semenets